# Morooka Sachimaro
 (juillet 2023).
Si vous disposez d'ouvrages ou d'articles de référence ou si vous connaissez des sites web de qualité traitant du thème abordé ici, merci de compléter l'article en donnant les références utiles à sa vérifiabilité et en les liant à la section « Notes et références ».
Morooka Sachimaro (諸岡 幸麿), né en 1883 et mort en 1940, est l'un des 200 Japonais résidents au Canada qui se sont portés volontaires à l'armée canadienne et ont combattu au front occidental lors de la Première Guerre mondiale. Il a écrit ses mémoires basés sur ses expériences, Au front d'Arras.

## Carrière
Il est né dans la famille de Bushi dans le département de Saga. Son grand-père maternel est Soejima Taneomi, et son oncle est Soejima Michimasa. Il a également une sœur cadette, Setsu, née en mars 1887, qui épouse Banichi Natomi, fils aîné de Kojiro Natomi. Après être sorti du collège Aoyama Gakuin en 1906, il déménage à Vancouver, en Colombie-Britannique, en tant qu'immigrant.
Après le déclenchement de la Première Guerre mondiale en 1914, il répond à un appel à des volontaires pour améliorer le statut des Japonais résidents au Canada qui étaient objets de la discrimination raciale, et incorporé au 175e bataillon de l'infanterie canadienne qui est expédié en Grande-Bretagne en 1916. L'année suivante, il est muté au 50e bataillon de l'infanterie canadienne, qui s'installe près d'Arras. Le 11 mars 1917, il est blessé à Bully-Grenay, au nord de Vimy, et est transféré dans un hôpital. 
En 1918, il retourne au Japon. Ses mémoires Au front d'Arras (Arasu Sensen E) sont publiés en 1935. Dans ce livre, il écrit qu'il a participé à la bataille de la crête de Vimy (l'assaut de Vimy Ridge) à partir du 9 avril 1917, mais il s'agit d'une fiction, comme le montre Naoyasu Ohashi dans son commentaire de la réédition du livre.